# جاكوب هامل
جاكوب هامل هو سياسي أمريكي، ولد في 24 مايو 1976 في سانت لويس في الولايات المتحدة. نشط حزبياً في الحزب الديمقراطي. وقد انتخب عضو مجلس نواب ولاية ميزوري ‏.